# Ciclo Troiano

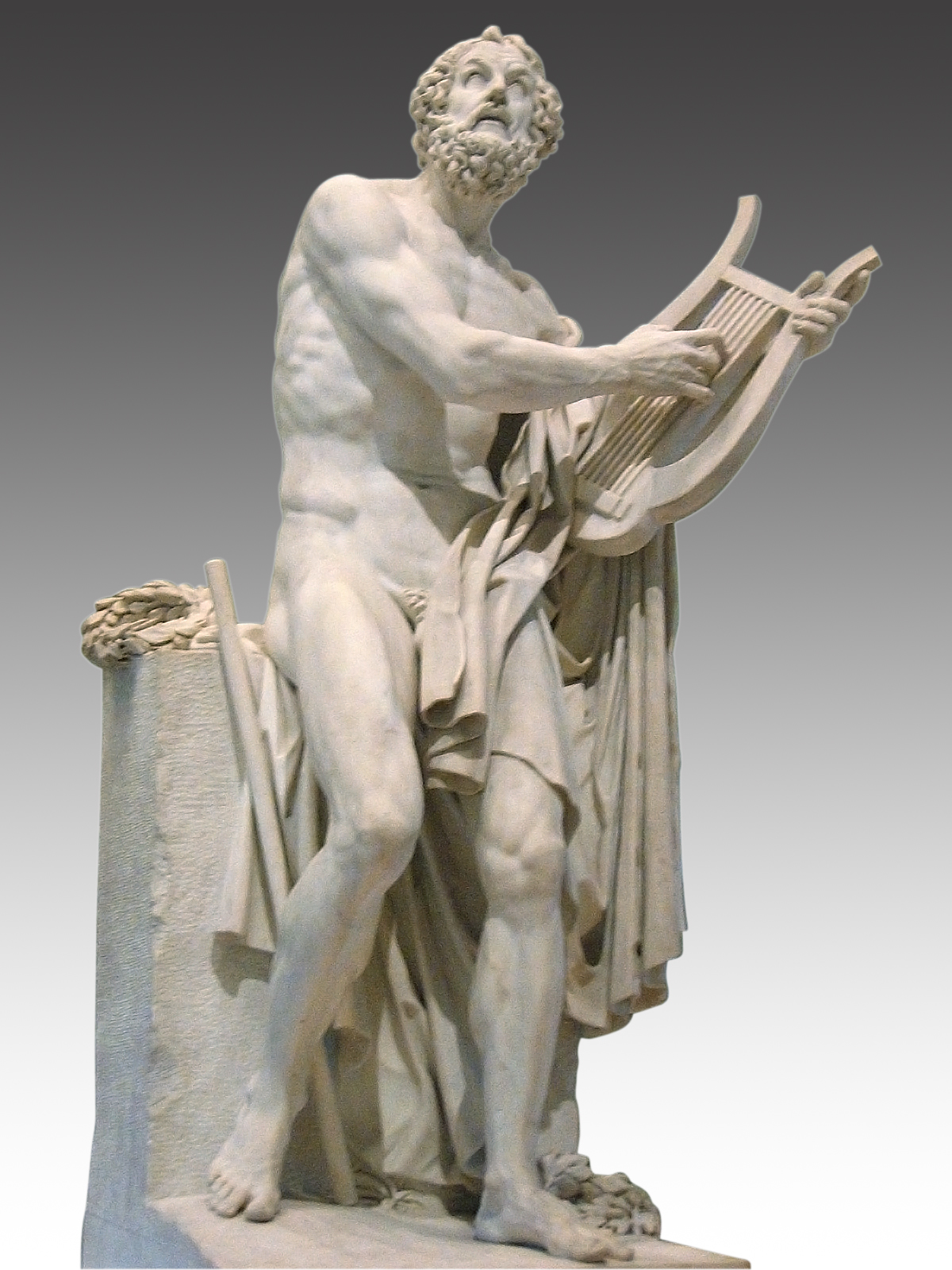
Statua raffigurante Omero

Il Ciclo Troiano era una raccolta di poemi epici greci che trattavano la storia della guerra di Troia e il suo seguito. I poemi in questione sono i Cypria, l'Etiopide, la Piccola Iliade, l'Iliou persis (La caduta di Ilio), i Nostoi (I ritorni) e la Telegonia. Alcuni studiosi includono nel Ciclo anche i due poemi di Omero, ma più frequentemente questo nome è impiegato per definire i poemi non-omerici e distinguerli da quelli.
A parte l'Odissea e l'Iliade, degli altri poemi del Ciclo Troiano restano soltanto frammenti e alcuni riassunti, il più importante dei quali è stato scritto da un certo Proclo (forse il grammatico del II secolo d.C., mentre è stato escluso che si tratti del filosofo). Tutti i poemi del ciclo erano scritti in esametri dattilici.
Nel mondo accademico moderno, lo studio delle relazioni storiche e letterarie tra l'epica omerica ed il resto del Ciclo Troiano è chiamata neoanalisi omerica.

## Schema riassuntivo del Ciclo Troiano
| Titolo         | Lunghezza (libri) | Attribuzione più comune | Datazione           | Contenuto |
| -------------- | ----------------- | ----------------------- | ------------------- | --- |
| Cypria         | 11                | Stasino                 | VIII secolo a.C.    | Gli eventi che precedono e portano al ratto di Elena, la preparazione per la guerra contro la città avversaria, i primi nove anni del conflitto. Episodi notevoli: il giudizio di Paride; lo sbarco degli Achei nella Troade e l'inizio della guerra di Troia; la morte dell'invulnerabile Cicno, un re alleato dei troiani, per mano del semidio Achille. |
| Iliade         | 24                | Omero                   | IX-VIII secolo a.C. | I primi cinquanta giorni del decimo anno di guerra, con l'ira di Achille, diretta prima contro il re Agamennone, poi contro il principe troiano Ettore, che verrà ucciso in duello dall'eroe acheo che vendicherà così la morte dell'amico Patroclo. Il poema termina col rogo di Patroclo al campo greco e con quello di Ettore a Troia.                  |
| Etiopide       | 5                 | Arctino                 | VIII secolo a.C.    | L'arrivo di due grandi alleati dei Troiani, l'amazzone Pentesilea e Memnone, e le loro uccisioni ad opera di Achille; la morte dello stesso Achille. |
| Piccola Iliade | 4                 | Lesche                  | VII secolo a.C.     | Le vicende seguenti alla morte di Achille, tra cui la costruzione del Cavallo di Troia. |
| Iliou persis   | 2                 | Arctino                 | VIII secolo a.C.    | La distruzione di Troia da parte dei Greci e la fuga di Enea dalla città in fiamme. |
| Nostoi         | 5                 | Agia di Trezene         | VII-VI secolo a.C.  | I viaggi di ritorno dell'esercito greco e quanto accade in seguito al loro arrivo, con un'attenzione particolare per Agamennone e Menelao. |
| Odissea        | 24                | Omero                   | IX-VIII secolo a.C. | Il lungo viaggio di Odisseo verso Itaca e la sua vendetta contro i pretendenti alla mano della moglie Penelope che intendevano così prendere possesso del potere. |
| Telegonia      | 2                 | Eugammone               | VI secolo a.C.      | Il viaggio di Odisseo in Tesprozia, il ritorno ad Itaca e la sua morte per mano di Telegono, il figlio mai conosciuto, che aveva generato con Circe: Telegono apprenderà che quell'uomo è suo padre solo dopo averlo ucciso con l'aculeo di una razza, per un banale litigio.                                                                              |

## Conservazione
Di questi poemi, solo l'Iliade e l'Odissea sono giunti intatti fino a noi, tuttavia frammenti degli altri poemi sono citati nelle opere di autori più tardi. A queste citazioni si aggiungono alcuni versi ritrovati sui frammenti di antichi papiri.
La maggior parte delle notizie in nostro possesso sul Ciclo Troiano provengono da un riassunto incompleto che faceva parte delle prefazione del famoso manoscritto dell'Iliade del X secolo noto come Venetus A. Dalla prefazione manca però la parte relativa ai Cypria, pertanto si è dovuto supplire alla mancanza con altre fonti (un riassunto dei Cypria è presente in vari altri manoscritti, che però trattano solo quel poema e non gli altri del Ciclo). Il riassunto è una parte di un'opera più lunga, la Crestomazia, scritta da un certo Proclo, come testimoniato da Fozio, nella sua Biblioteca, le cui informazioni sono sufficienti a dimostrare che il passo del manoscritto Venetus A è tratto dalla stessa opera.

## Epoca di composizione e influenza
Storicamente si è ritenuto che gli altri poemi epici risalgano ad un'epoca posteriore rispetto all'Iliade e all'Odissea, ma non c'è alcuna prova attendibile a sostegno di questa tesi.
Alcuni studiosi oggi anzi sostengono che siano le opere di Omero ad essere posteriori e ad essere fortemente ispirate a quelle del ciclo troiano. 
Altri si assestano su una posizione più moderata, affermando che l'epica omerica sia stata ispirata da un corpus leggendario che più tardi finì per cristallizzarsi nel ciclo troiano. Su queste questioni il dibattito è tuttora in corso.
Sicuramente, nell'antichità posteriore i due poemi omerici furono considerati le più importanti opere del ciclo. Secondo gli studiosi di epoca ellenistica, i poeti ciclici, ovvero gli autori a cui venivano comunemente attribuiti gli altri poemi, erano νεώτεροι (neōteroi, "poeti di epoca successiva") e κυκλικός (kyklikòs, "ciclico") che era usato come sinonimo di "stereotipato"; sostenevano, quindi, come d'altronde molti studiosi moderni, l'equazione: poesia di epoca successiva uguale poesia di livello inferiore.
È celebre il modo in cui Aristotele, nella sua Poetica, critica i Cypria e la Piccola Iliade per il carattere frammentario della loro trama:
(Aristotele Poetica 1459a-b.)
Aristotele non estende però le sue critiche agli altri poemi del ciclo, che, secondo i suoi criteri, riguardo alla poesia epica erano migliori.
In epoche più recenti si è discusso se i contenuti magici e fantastici delle trame dei poemi non-omerici li rendessero di valore inferiore.
Va considerato che anche vari passi dell'Iliade e la maggior parte dell'Odissea sarebbero potuti apparire come di genere fantastico se ne fossero sopravvissuti soltanto dei brevi riassunti, dato che si parla di cavalli parlanti, di un fiume che insegue un uomo e di mostri cannibali con un occhio solo. 
È certo che i poeti dell'Iliade e dell'Odissea conoscevano le storie contenute negli altri poemi del ciclo, e che ne hanno ampiamente tratto ispirazione. Probabile anche che in particolare l'Etiopide fosse un'opera di fattura relativamente buona. 
Nel complesso è però impossibile dire quanto validi fossero i poemi perduti, anche se il riassunto di alcune parti, specialmente il finale della Telegonia, appaiono talvolta bizzarre.
Le vicende narrate nei poemi del ciclo troiano sono riportate anche da altre fonti antiche, tra cui:
- il Carmen Priami;
- l'Eneide di Virgilio (libro II), che racconta il saccheggio di Troia dal punto di vista dei Troiani;
- Le metamorfosi di Ovidio (libri XIII-XIV), che descrivono l'arrivo dei Greci sulle rive di Troia (tratto dai Cypria) e la disputa per le armi di Achille (dalla Piccola Iliade);
- i Posthomerica di Quinto di Smirne, che narrano gli eventi successivi alla morte di Achille fino alla conclusione della guerra e la morte di Agamennone con la vendetta che suo figlio Oreste si prende (tratte dai Nostoi), soggetto in seguito della trilogia tragica di Eschilo.

## Riunione del Ciclo troiano
Anche il modo in cui gli otto poemi del Ciclo troiano furono riuniti insieme e si cominciò a riferirsi a loro come ad un "ciclo", nonché l'epoca in cui questo accadde sono tuttora oggetto di dibattito. Verso la fine del XIX secolo David Binning Monro sostenne che l'uso del termine κυκλικός che si faceva tra gli antichi studiosi non si riferiva al Ciclo in quanto tale, ma significava "tradizionale", e che il Ciclo era stato raccolto durante il periodo Ellenistico (forse non più tardi del I secolo a.C.). Studiosi di epoca più vicina alla nostra hanno preferito retrodatare la riunione dei poemi nel Ciclo, ma sostanzialmente sono d'accordo con l'impostazione generale della teoria.
La natura della relazione esistente tra i poemi del Ciclo ed Omero è anch'essa legata alla risposta che si cerca di dare a questi interrogativi. Come affermato da Proclo, le trame dei sei poemi non-omerici mostrano chiaramente come siano stati modellati per adattarsi a fare da contorno alle opere di Omero, senza che vi siano sovrapposizioni negli avvenimenti trattati. È certo però che in origine la situazione non fosse questa.
Ad esempio, una citazione sopravvissuta mostra che la Piccola Iliade narrava come Neottolemo prese prigioniera Andromaca dopo la caduta di Troia; tuttavia secondo Proclo la Piccola Iliade si ferma prima che il saccheggio di Troia abbia inizio. Alcuni studiosi hanno proposto che i Cypria, nella versione in cui furono originariamente composti, trattassero la guerra di Troia più approfonditamente di quanto il riassunto di Proclo lasci intendere; al contrario altri sostengono che fossero stati ideati per introdurre l'Iliade e che il riassunto di Proclo ritragga i Cypria nella loro stesura originale.
È comunque certo che siano stati eseguiti almeno alcuni adattamenti o "cuciture" per unire assieme i poemi. Ad esempio l'ultimo verso dell'Iliade è:
Ne esiste però una versione alternativa che sembra concepita per introdurci direttamente all'Etiopide:
Ἄρηος θυγάτηρ μεγαλήτορος ἀνδροφόνοιο.»
figlia del coraggioso Ares uccisore di uomini»
Tra i poemi del Ciclo si possono rintracciare alcune contraddizioni. Ad esempio il guerriero greco che uccide il figlio di Ettore, Astianatte, durante la caduta di Troia secondo la Piccola Iliade è Neottolemo, mentre secondo l'Iliou persis si tratta di Odisseo.

### Edizioni
- Edizioni online (versione inglese):
  - (EN) Online Medieval and Classical Library text (translated by H.G. Evelyn-White, 1914; public domain)
  - (EN) Project Gutenberg text (translated by H.G. Evelyn-White, 1914)
- Edizioni a stampa (Il testo greco):
  - Bernabé, A. 1987, Poetarum epicorum Graecorum testimonia et fragmenta pt. 1 (Leipzig). ISBN 3-322-00352-3
  - Davies, M. 1988, Epicorum Graecorum fragmenta (Göttingen). ISBN 3-525-25747-3

### Approfondimenti
- Burgess, J.S. 2001, The Tradition of the Trojan War in Homer and the Epic Cycle (Baltimora). ISBN 0-8018-7890-X (pbk)
- Davies, M. 1989, The Greek Epic Cycle (Bristol). ISBN 1-85399-039-6 (pbk)
- Kullmann, W. 1960, Die Quellen der Ilias (troischer Sagenkreis) (Wiesbaden). ISBN 3-515-00235-9 (1998 ristampa)
- Michalopoulos, Dimitris, L'Odyssée d'Homère au-delà des mythes, Il Pireo: Institut d'histoire maritime hellène, 2016 ISBN 978-618-80599-2-4
- Monro, D.B. 1883, "On the Fragment of Proclus' Abstract of the Epic Cycle Contained in the Codex Venetus of the Iliad", Journal of Hellenic Studies 4: 305-334.
- Monro, D.B. 1901, Homer's Odyssey, books XIII-XXIV (Oxford), pp. 340–84. (Fuori catalogo)
- Severyns, A. 1928, Le cycle épique dans l'école d'Aristarque (Liège, Parigi). (Fuori catalogo)
- Severyns, A. 1938, 1938, 1953, 1963, Recherches sur la "Chrestomathie" de Proclos, 4 vols. (Bibliothèque de la faculté de philosophie et lettres de l'université de Liège fascc. 78, 79, 132, 170; Parigi). (I volumi 1 e 2 sono su Fozio, il 3 e il 4 su altri MSS.)
- Severyns, A. 1962, Texte et apparat, histoire critique d'une tradition imprimée (Bruxelles).